# Aron Kalambo
Aron Kalambo (ur. 7 stycznia 1995) – tanzański piłkarz grający na pozycji bramkarza. Od 2021 jest zawodnikiem klubu Dodoma Jiji FC.

## Kariera klubowa
Do 2021 roku Kalambo grał w klubie Prisons FC. W 2021 przeszedł do Dodoma Jiji FC.

## Kariera reprezentacyjna
W 2019 roku Kalambo został powołany do reprezentacji Tanzanii na Puchar Narodów Afryki 2019. Był w nim rezerwowym bramkarzem i nie rozegrał żadnego meczu.